# Bill Medley
William Thomas Medley (Los Angeles, 19 settembre 1940) è un cantante e cantautore statunitense, meglio noto come metà del gruppo The Righteous Brothers.
È conosciuto per essere il fondatore del gruppo, assieme a Bobby Harfield, e per aver cantato in numerosi successi del gruppo. È altresì noto per la sua voce profonda e calda da baritono-basso.
Dal 1968 ha intrapreso anche una carriera solista.

## Carriera
Insieme al compagno di college Bobby Hatfield fonda il duo canoro The Righteous Brothers, con il quale debutta nel 1962 con il singolo "Little Latin Lupe Lu". Nel 1964 incidono "Unchained Melody", che darà a loro una successo internazionale sia all'epoca, sia all'inizio degli anni novanta, quando diventa la colonna sonora del film Ghost - Fantasma.
Insieme alla carriera del gruppo (che si scioglie nel 1968 per poi rimettersi insieme nel 1973), Medley porta avanti anche una carriera da solista, di discreto successo. 
Il suo brano di maggior successo rimane comunque "(I've Had) The Time of My Life", anch'esso legato alla colonna sonora di un film (Dirty Dancing - Balli proibiti del 1987); grazie all’interpretazione del brano si aggiudica nel 1988 il Grammy Award.
Altro brano famosissimo è "You've lost that lovin' feelin'" della colonna sonora del film Top Gun del 1986.

## Vita privata
Bill è sposato con Paula Vasu dal 1986 fino alla morte di lei avvenuta nel 2020. Era in precedenza sposato con Karen O'Grady (dal 1964 al 1970) prima che lei venisse uccisa.
Ha due figli, McKenna Medley (anche lei cantante) dal primo matrimonio e Darrin Medley dal secondo.
Era grande amico di Elvis Presley. È profondamente cristiano.

## Discografia

### Da solista
| Anno | Titolo                      | Classifiche | Classifiche |
| Anno | Titolo                      | US          | US Country  |
| ---- | --------------------------- | ----------- | ----------- |
| 1968 | Bill Medley 100%            | 188         | —           |
| 1969 | Soft and Soulful            | 152         | —           |
| 1970 | Gone                        | —           | —           |
| 1970 | Someone Is Standing Outside | —           | —           |
| 1971 | A Song for You              | —           | —           |
| 1973 | Smile                       | —           | —           |
| 1978 | Lay a Little Lovin' on Me   | —           | —           |
| 1981 | Sweet Thunder               | —           | —           |
| 1982 | Right Here and Now          | —           | —           |
| 1984 | I Still Do                  | —           | 58          |
| 1985 | Still Hung Up on You        | —           | —           |
| 1988 | The Best of Bill Medley     | —           | —           |
| 1993 | Going Home                  | —           | —           |
| 2007 | Damn Near Righteous         | —           | —           |